# Bogumil Zepler

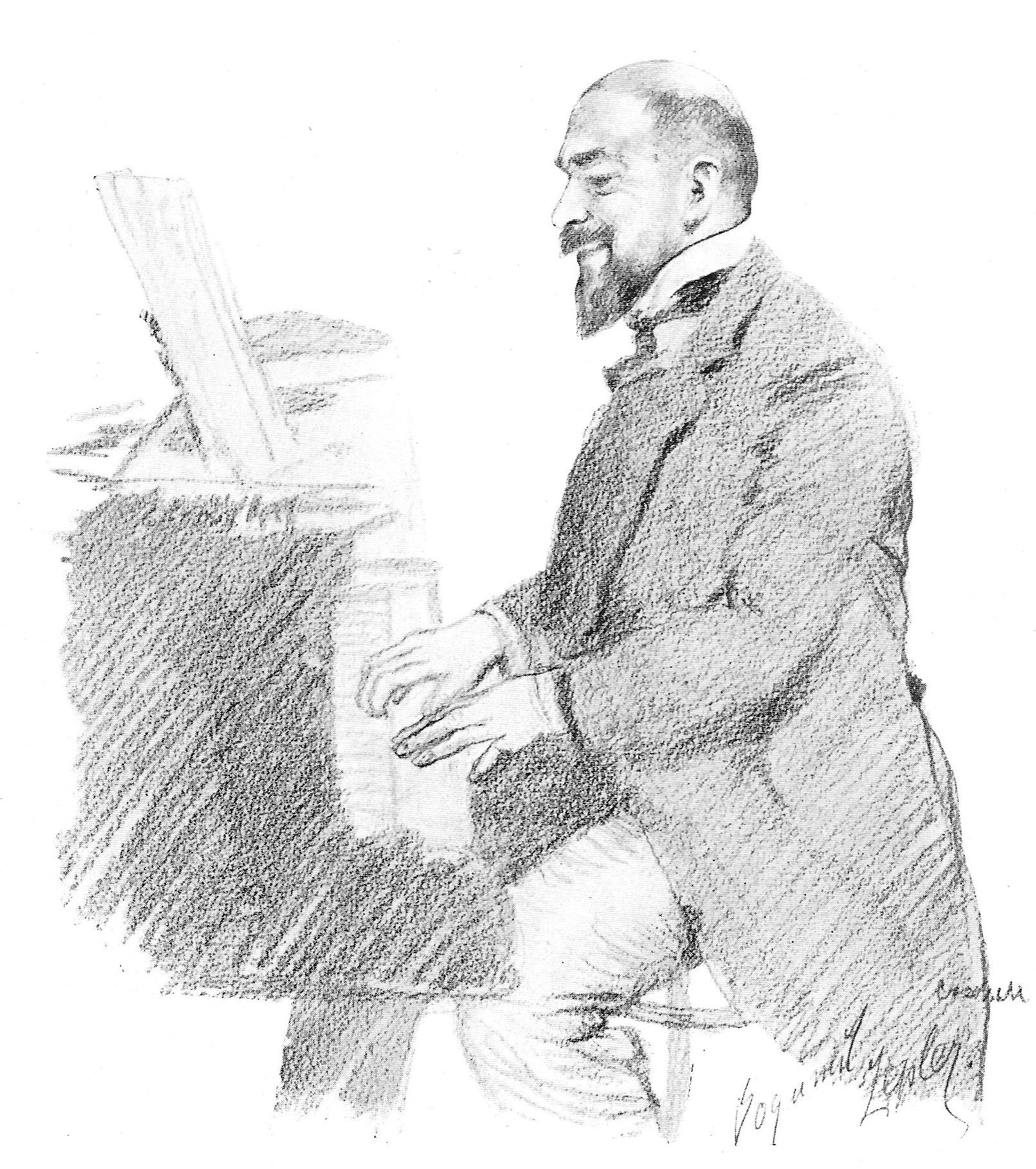
Bogumil Zepler, Skizze von Moritz Coschell, Le Figaro illustré, 1907

Bogumil Zepler (* 6. Mai 1858 in Breslau, Provinz Schlesien; † 17. August 1918 in Krummhübel, Provinz Niederschlesien) war ein deutscher Komponist. Seine Lied-, Operetten- und Opernkompositionen sind heute weitgehend vergessen und werden kaum gesungen oder aufgeführt.

## Leben und Werk
Zepler studierte auf Wunsch seiner Eltern in seinem Geburtsort zunächst Medizin, wandte sich aber nach Absolvierung seines Doktorexamens der Musik zu, die ihn schon seit früher Kindheit interessiert hatte.
Nach dem Tod des Vaters siedelte Zepler mit seiner Mutter nach Berlin über, wo er bei Heinrich Urban, einem bekannten Kompositionslehrer und Musikreferenten der Vossischen Zeitung, musikalische Grundlagen erwarb.
Im Jahr 1891 führte ein Kammerorchester am Wallner-Theater die erste Komposition Zeplers auf: die Berliner Brauerehre – Cavalleria Berolina, eine Parodie auf Pietro Mascagnis Cavalleria!. Im folgenden Jahr kam seine einaktige komische Oper Der Brautmarkt zu Hira in der Kroll-Oper auf die Bühne.
In diesen beiden Werken zeigte sich die heitere Seite des Talents des Autors. Doch im nachfolgenden Stück, der abendfüllenden komischen Oper Der Vicomte von Letorières, die 1898 in Hamburg ihre Uraufführung erlebte, trat auch die lyrische Note in den Vordergrund. Bogumil Zepler legte sich jedoch nicht nur auf heitere Musik fest, sondern schuf mit dem Einakter Nacht – nach Vorlagen des italienisch-schweizerischen Baritonisten Mario Leone Fumagalli – sowie mit der Pantomime Die Galgenfrist (nach einem Wolzogenschen Stoff) Kompositionen im dramatischen Stil der neuitalienischen Schule.
In den gesamten Werken Zeplers überwiegt aber das Melodisch-Heitere und Graziöse, das im Folgenden in dem von Wolzogen gegründeten Bunten Theater (Überbrettl) zur Aufführung gelangte. Hier gefielen dem Publikum seine eingängigen Gesangsnummern wie Laufmädel, Königssohn, Pfaffenkutten, Gelbstern, Das Lied vom Mädel und weitere. Mit dem Erfolg dieses Unternehmens war auch Zeplers wachsendes Ansehen begründet. Seine Lieder wurden nun gern von anderen Sängern vorgetragen, die ihn auch zu immer neuen Kompositionen veranlassten.
Weitere Kompositionen umfassen Liederhefte, die Ballett-Suite Teufelsmesse für großes Orchester, eine Ballettpantomime (nach einem Stoff von H. Regel) und die einaktige Operette Diogenes (nach einem Libretto von Julius Freund). Diese Operette hatte ihre Uraufführung im Central-Theater zu Berlin. Hinzu kamen die Opern Hänsel und Gretel (1894), Die Liebesfestung (Berlin, 1905), Die Bäder von Lucca (Berlin, 1905, nach Heinrich Heine), Lohengrin (1905) und Monsieur Bonaparte (Leipzig, 1911). Nach den Erfolgen im Überbrettl ließ Zepler weitere parodistische Kompositionen folgen wie Wenn er die Willumitzer’sche Neue Lorelei, Das Lied vom kühnen Kohn im Kahn, König von Yvetot oder Der Rohrpostbrief, die er den Besuchern in Colsters Restaurant in der Kantstraße 8 meist zuerst darbot.
Zepler, der um das Jahr 1900 in Berlin am Olivaer Platz 4 seine Wohnung genommen hatte, publizierte 1903 einen vollständigen Klavierauszug der Bühnenmusik zu Der böse Geist Lumpacivagabundus von Johann Nestroy und war damit einer der ersten, die sich diesem Genre ernsthaft widmeten. Er gab zwischen 1906 und 1918 die Hefte Musik für Alle heraus. Diese Monatshefte zur Pflege volkstümlicher Musik erschienen im Verlag Ullstein & Co. und Zepler verstand es, den Lesern musikalische Bühnenwerke näher zu bringen, auch die Biografien der Komponisten machte er einem breiten Interessentenkreis zugängig. In seinen letzten Lebensjahren wandte sich Zepler, der nach seiner Herkunft Jude war, den Themen des Judentums zu und komponierte beispielsweise eine Psalmodie für Geige, Harfe und Orgel oder verfasste das Sabbatlied lecho daudi völlig neu in orientalischer Art. Bis zu seinem Lebensende wohnte die Familie dann in Wilmersdorf, in der Prinzregentenstraße 79.